# Lellerit
Lellerit är öar i Finland. De ligger i Finska viken och i kommunen Kotka i den ekonomiska regionen  Kotka-Fredrikshamn i landskapet Kymmenedalen, i den södra delen av landet. Öarna ligger nära Kotka och omkring 110 kilometer öster om Helsingfors.
Arean för den av öarna koordinaterna pekar på är 2,6 hektar och dess största längd är 250 meter i sydöst-nordvästlig riktning.